# Techichico
Techichico är en ort i Mexiko.   Den ligger i kommunen Calnali och delstaten Hidalgo, i den sydöstra delen av landet, 170 km norr om huvudstaden Mexico City. Techichico ligger 787 meter över havet och antalet invånare är 408.
Terrängen runt Techichico är huvudsakligen kuperad, men åt sydväst är den bergig. Runt Techichico är det ganska glesbefolkat, med 42 invånare per kvadratkilometer. Närmaste större samhälle är Tlanchinol, 18,1 km nordväst om Techichico. I omgivningarna runt Techichico växer i huvudsak städsegrön lövskog.